# Scybalista tripunctalis
Scybalista tripunctalis là một loài bướm đêm trong họ Crambidae.